# Rhim Ju-yeon
임주연
Dans ce nom coréen, le nom de famille, Rhim, précède le nom personnel.
Rhim Ju-yeon (en coréen : 임주연) est une manhwaga née le 9 avril 1976 en Corée du Sud.

## Œuvres
- 2000 : Eoneu birigongmuwonui gobaek (어느 비리공무원의 고백)
- 2001 : Devil's Bride (악마의신부, Akmaui sinbu), one shot (Daiwon C.I.)
- 2002-2004 : La Fille du Président (소녀교육헌장, Sonyeo Gyoyuk Heonjang), 7 volumes (Daiwon C.I., Éditions Saphira)
- 2005-en cours : Ciel (씨엘), 12 volumes (Daiwon C.I., Éditions Saphira)
- 2006 : Sunaebo (collectif), one shot (Daiwon C.I.)